# Јелисавета Силађи
Јелисавета Силађи (мађарски: Szilágyi Erzsébet; око 1410 – око 1483) је била угарска племкиња, супруга Јанка Хуњадија и мајка Матије Корвина.

## Биографија
Јелисавета је била ћерка Ладислава Силађија и Катарине. Племићка породица Силађи је у 15. веку била лојална цару Жигмунду Луксембуршком. Јелисавета је имала неколико браће и сестара, укључујући и Михаила Силађија који је, након смрти Јанка Хуњадија, имао значајну улогу у политици Угарске. Била је супруга угарског војсковође и политичара Јанка Хуњадија (1387-1456). Хуњади је био регент Угарске и врховни командант војске. Најзначајнији је угарски племић свога времена. Након његове смрти, старији син Ладислав постао је глава породице Хуњади. Након убиства Улриха Цељског, погубљен је и Ладислав. Други Јелисаветин син, Матија Корвин, био је угарски краљ (1458-1490). Јелисавета и Михаило Силађи основали су Силађи-Хуњади лигу која је успешно довела Матију на угарски престо. Јелисавета је тако 1458. године постала краљица мајка чиме је њен утицај повећан. Матија је свог ванбрачног сина Јаноша Корвина 1473. године оставио Јелисавети на васпитавање. Јелисавета је већи део свог живота провела у Обуди где је умрла око 1483. године.

### Потомство
Јелисавета и Јанко Хуњади имали су двојицу синова:
- Ладислав (1431—16. март 1457)
- Матија Корвин (1443-1490), угарски краљ (1458-1490)

## Породично стабло
|  |                      |  |  |  |  |  |  |  |  |  |  |  |  |  |  |  |
|  | 8. Роланд Силађи     |  |  |  |  |  |  |  |  |  |  |  |  |  |  |  |
|  |                      |  |  |  |  |  |  |  |  |  |  |  |  |  |  |  |
|  |                      |  |  |  |  |  |  |  |  |  |  |  |  |  |  |  |
|  | 4. Никола Силађи     |  |  |  |  |  |  |  |  |  |  |  |  |  |  |  |
|  |                      |  |  |  |  |  |  |  |  |  |  |  |  |  |  |  |
|  |                      |  |  |  |  |  |  |  |  |  |  |  |  |  |  |  |
|  | 2. Ладислав Силађи   |  |  |  |  |  |  |  |  |  |  |  |  |  |  |  |
|  |                      |  |  |  |  |  |  |  |  |  |  |  |  |  |  |  |
|  |                      |  |  |  |  |  |  |  |  |  |  |  |  |  |  |  |
|  | 1. Јелисавета Силађи |  |  |  |  |  |  |  |  |  |  |  |  |  |  |  |
|  |                      |  |  |  |  |  |  |  |  |  |  |  |  |  |  |  |
|  |                      |  |  |  |  |  |  |  |  |  |  |  |  |  |  |  |
|  | 3. Катарина Бељени   |  |  |  |  |  |  |  |  |  |  |  |  |  |  |  |
|  |                      |  |  |  |  |  |  |  |  |  |  |  |  |  |  |  |
|  |                      |  |  |  |  |  |  |  |  |  |  |  |  |  |  |  |